# Atari VCS (2020)
Pour la console Atari VCS également appelée Atari 2600, sortie pour la première fois en 1977, voir Atari 2600.
Pour les articles homonymes, voir VCS.
L'Atari VCS (précédemment Ataribox) est un produit d'Atari, hybride entre une console de jeux vidéo, un ordinateur personnel et un décodeur de télévision, sorti le 14 décembre 2020. Son architecture est basée sur celle d'un PC et embarque un processeur AMD, une carte graphique Radeon et un système d'exploitation basé sur le noyau Linux. L'aspect est basé sur l'Atari 2600. La console offre une connectivité sur la télévision.

## Annonce et financement participatif
Le prix de vente annoncé en septembre 2017 varie entre 250 ou 300 dollars selon les versions. La distribution de la machine est cependant atypique puisque les futurs acquéreurs devront passer par la plateforme de financement participatif Indiegogo à partir du 14 décembre 2017. Le 14 décembre, Atari annonce le report du début des pré-commandes pour le printemps 2018.

## Changement de nom, report et redesign
Le 19 mars 2018, Atari annonce que la console prend le nouveau nom d'Atari VCS et dévoile la date d'ouverture pour les précommandes, fixée au 30 mai 2018, pour une sortie au printemps 2019, puis reportée et prévue au printemps 2021.
En mars 2019, la livraison des précommandes est repoussée pour la fin 2019, le lancement commercial de la console devant désormais avoir lieu en 2020. Atari explique ce report par une revue à la hausse des spécifications matérielles de l'Atari VCS, avec notamment l'intégration d'un processeur AMD Ryzen.

## Sortie de la console et positionnement
L’Atari VCS est sortie le 14 décembre 2020
et livrée dans sa version définitive et a été distribuée à ses financeurs
tandis que la date de sortie générale devrait être au printemps 2021.
Citée parmi les consoles de jeux ayant vu leur sortie durant l’année 2020, l’Atari VCS ambitionne de se positionner sur le marché des consoles de nouvelle génération aux côtés des Xbox Series  et PlayStation 5 dans son retour sur le marché des consoles
en tant que machine de nouvelle génération avec l’ambition de proposer une expérience de jeu convenable en 2020
bien que les performances soient citées comme inférieures.
Elle est finalement sortie le 15 juin 2021, seule au tarif de 299,99$, ou accompagnée des manettes « classique » et « moderne » pour 399,99$. 
Bien que la communication d’Atari tire parti de la nostalgie du public en proposant une apparence rappelant d’anciens produits ayant fait son succès ainsi qu’intégrant certains de ses jeux historiques dans son catalogue, l’Atari VCS n’est pas une console rétro, la marque occupant déjà le terrain des mini-consoles avec la gamme Atari Flashback.

## Spécifications matérielles
Le premier design annoncé en 2017 prévoyait un APU AMD de génération précédente à l’architecture Ryzen à la manière des consoles de huitième génération Xbox One et PlayStation 4 mais le délai et le redesign sur une architecture Zen également utilisée par les consoles Xbox Series et PlayStation 5[réf. nécessaire] permettent à l’Atari VCS de maintenir une certaine compétitivité sur le marché des consoles de neuvième génération, bien que l’Atari VCS soit moins puissante que ses concurrentes.
L’Atari VCS embarque un APU AMD R1606G double cœur/quatre threads cadencé à 2,6 GHz pouvant monter à 3,5 GHz, un processeur graphique Vega (GCN 5) et une sortie HDMI 2.0 permettant de piloter des écrans en résolution 4K avec un rafraîchissement de 60 Hz, 8 Go de mémoire DDR4 2400 pour la version VCS 800 (4 Go pour la version VCS 400) pouvant être mise à jour jusqu’à 32 Go, un stockage interne eMMC de 32 Go ainsi qu’un emplacement M.2 SATA pour étendre les capacités de stockage interne, 4 ports USB 3.1, une connexion ethernet Gigabit et une connectivité sans-fil WiFi et Bluetooth.

## Système d’exploitation et PC Mode
Le système d’exploitation de l’Atari VCS est basé sur Linux et est protégé par Secure Boot. Le système et les données sont chiffrés et la sortie vidéo est protégée par la technologie HDCP.
À la manière de la PlayStation 3 à sa sortie et son option « OtherOS » permettant d’installer des systèmes d’exploitation tiers (tels que la distribution Yellow Dog Linux) sous le contrôle de son hyperviseur, l’Atari VCS propose une option « PC Mode » permettant de démarrer le système d’exploitation de son choix sous condition qu’il soit compatible Secure Boot, tel Ubuntu Linux ou Windows 10. Le chiffrement du système d’exploitation de la console ne permet pas d’extraire de données du système Atari VCS depuis un système d’exploitation tierce-partie.
Google Chrome sera intégré comme navigateur et permettra d'accéder aux applications de Google.

## Jeux
Comporte 100 jeux dit « classic » d'Atari livrés avec la console, ainsi qu'une vingtaine de jeux indépendants (avril 2021) sur le magasin en ligne Atari : Ato, Boulder Dash Deluxe, Danger Scavenger, Guntech, Jetboard Joust, Mad Age & This Guy,  Mutazione, Pixel Cup Soccer 17, Sir Lovelot …